# 蔣時馨
蔣時馨（1548年—1609年），字德夫，號蘭居，福建漳州府漳平縣人，軍籍，明朝政治人物。

## 生平
萬曆四年（1576年）丙子科順天府鄉試第十七名，萬曆五年（1577年）聯捷丁丑科會試第四十九名，登三甲第二十六名進士。历官江西新喻、湖北嘉鱼县令，擢南京大理寺评事，升南京吏部考功司、文选司署郎中事主事。二十一年八月升補尚寶司丞，轉吏部文选司郎中，二十三年七月被御史趙文炳弹劾受贿数千金，經尚書孫丕揚澄清，時馨又要求当面对质，又上疏言文炳受沈思孝指使，欲陷害孫丕揚而代之，神宗以時馨强辩渎扰，削其籍。
豫章李材被贬漳州镇海卫，在海滨讲学。时馨师事讲修身为本，终日不倦。孫丕揚復起時，推起为太常寺少卿，而时馨已卒。

## 家族
曾祖蔣泰，曾任歲貢生；祖父蔣國珍；父蔣朝梁，號柏山，以子时馨贵，封文林郎南京大理寺右寺署正左评事。母林氏。具庆下。弟時芬、時育。子蔣位，號楚畹，工诗文，著《随余集》、《任城游集》。